# Alantoína
Alantoína é um composto químico que possui a fórmula molecular C4H6N4O3.
Com nome oficial (2,5-Dioxo-4-imidazolidinil) ureia, também chamada de 5-ureído hidantoína, diureído de glioxil (glioxilato), é uma das formas de excreção de nitrogênio pelos mamíferos (exceto humanos e alguns outros primatas) resultante da degradação do ácido úrico.
Também é encontrado em plantas, como o confrei.
É usado em cosmética. Os fabricantes alegam propriedades hidratantes, queratolíticas, descamantes de pele, suavizadoras, protetoras contra agentes irritantes e curativas. Não foi provado efeito rejuvenecedor.
O seu nome provem de uma estrutura anexa ao cordão umbilical dos mamíferos que a produzem, chamada alantois ou alantoíde.
Rasburicase é a enzima que degrada o ácido úrico a alantoína, sendo usada em alguns tratamentos contra o acumulo de ácido úrico em humanos.
Hidantoína(gliconil ureia), quimicamente semelhante a alantoína, é o mono-ureato do ácido glioxílico, podendo ser obtido da hidrogenação da alantoína. Derivados da hidantoína incluem medicamentos anticonvulsão e derivados halogenados fornecem desinfetantes.
A alantoína não é tóxica. É ligeiramente solúvel em água (~5g/L).